# Ункас
Ункас е вожд на северноамериканското индианско племе мохегани. За повечето хора името „Ункас“ се свързва с измисления герой на Джеймс Фенимор Купър в романа му „Последният мохикан“. Историческият Ункас (1588? - 1683) обаче е мохеган, а не мохикан (две съвсем различни племена) и далеч не е последният от племето му.
До 1633 г. мохеганите не съществуват като самостоятелно племе, а са част от пекуотите. През 1633 г. в редиците на пекуотите настъпва разделение по въпроса за търговията с белите. Тези, които искат да търгуват с холандците се събират около върховния вожд Сасакус, а тези които са за търговия с англичаните се обединяват около втория вожд, Ункас. Съперничеството между двете фракции става толкова голяма, че Ункас с около 50 семейства напускат пекуотите и се заселват в отделно село. Разделението става окончателно, след като Ункас се съюзява с английските търговци. Новосформираното племе приема името на клана на Ункас „вълк – мохеган“. Оттук насетне съдбата на мохеганите се свързва завинаги с британците. Под ръководството на Ункас мохеганите стават господстващо племе в Южна Нова Англия за повече от 40 години, оказвайки ценна военна помощ на колонистите в Плимут и Масачузетс Бей във войните им с индианските народи в Нова Англия. Някои днешни учени го определят като злодей, заради тесният му съюз с колонистите срещу другите индиански племена и участието му в убийството на вожда на нарагансетите Миантономо. Въпреки това действията му се отразяват благоприятно на собственото му племе и му дават възможност да запази своята независимост дълго, след като другите племена в Нова Англия са или унищожени, или прогонени. Ункас продължава да оказва безрезервна военна подкрепа на колонистите до смъртта си през 1683 г.